# Teoria conspirației iudeo-masonice

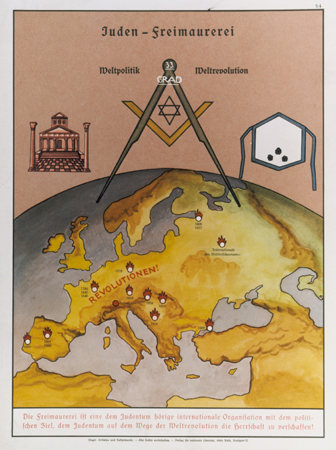
Poster german din 1935 care spune, „Politici mondiale- revoluții mondiale. Francmasoneria este o organizație internațională care aparține evreilor cu obiectivul politic de a aduce dominația evreiescă prin Revoluția mondială.”

Conspirația iudeo-masonică este o teorie conspirativă care implică o presupusă coaliție secretă a câtorva evrei cu masonii. Aceste teorii au fost populare în rândul extremismului de dreapta, mai ales cel din Franța, Rusia, Germania și România , acuzațiile care au fost aduse fiind încă publicate.

## Înțelepții Sionului
Teoria conspirației iudeo-masonice îmbină două teorii mai vechi: afirmațiile conspirative împotriva masonilor și cele antisemite. Acestea au fost puternic influențate de publicarea Protocoalele înțelepților Sionului, un document în mare parte plagiat din opere de ficțiune, care a apărut în Rusia țaristă și care pretindea că demască o conspirație evreiască împotriva întregii lumi.
Lucrarea Protocoalele înțelepților Sionului pretinde că un grup de evrei s-a infiltrat în Francmasonerie și că se folosește de această societate secretă în vederea împlinirii viitoarelor sale obiective. Adepții  conspirației iudeo-masonice au susținut că liderii francmasoneriei și conducătorii acestui grup de evrei sunt aceiași.

## „Influente conceptuale”
Potrivit Dr. Danny Keren (un membru al Departamentului de Informatică al Universității din Haifa), „inspirația conceptuală” a Protocoalelor Înțelepților Sionului a fost tratatul din 1797, Memoirs Illustrating the History of Jacobinism, scris în engleză de către preotul francez Augustin Barruel, care a susținut că Revoluția franceză a fost o conspirație regizată de masoni cu scopul de a răsturna învățăturile morale ale Bisericii Romano-Catolice. Potrivit lui Keren, „în tratatul său, Barruel nu a dat vina direct pe evrei, care s-au emancipat ca urmare a Revoluției. Cu toate acestea, în 1806, Barruel a prezentat o scrisoare contrafăcută, probabil primită de Barruel din partea unor membri ai poliției de stat care se opuneau politicii liberale a lui Napoleon Bonaparte față de evrei, scrisoare în care se atrăgea atenția asupra unui presupus rol al evreilor în conspirația Revoluției, rol care inițial era atribuit masonilor. Acest mit al conspirației internaționale a evreilor a reapărut, mai târziu, în Europa secolului al XIX-lea în diferite locuri cum ar fi Germania și Polonia.”
Potrivit site-ului Marii Loje a Columbiei Britanice și Yukonului: „în timp ce este atât de simplist și de credibil să asociem responsabilitatea pentru Revoluția franceză cu ușa francmasoneriei, nu există nicio îndoială că francmasonii, ca indivizi, erau activi în construcția și reconstructia unei noi societăți [civile]. Având în vedere numărul mare de indivizi care susțin autoritatea masonică, mulți oameni identificați astăzi ca francmasoni au fost, probabil, inconștient asociați cu societățile masonice dar în mod clar ei nu pot fi considerați că ar fi acționat în tandem. Totuși ei împărtășeau anumite convingeri și idealuri.”
Masoneria franceză de-a lungul timpului a fost exclusivă, fiind împotriva inițierii evreilor, comportându-se la fel și cu multe alte clase de oameni.

## Barry Domville
The Link a fost o organizație înființată în iulie 1937 ca o organizație independentă apolitică de promovare a prieteniei anglo-germane. Fondatorul acestei organizații britanice pronaziste, fostul Amiral Sir Barry Domvile a inventat titlul de „Judmas” pentru presupusa conspirație iudeo-masonică. Domville a afirmat că „activitățile Judmas sunt limitate la o facțiune mică din rândul evreilor și masonilor: majoritatea nu au nicio idee despre lucrările întreprinse în spatele fațadei Judmas.” Domvile a afirmat că „scopul acestor evrei internaționaliști este un stat mondial creat și menținut prin supunerea față de puterea banului, și care să lucreze pentru planurile lor evreiești” și că „Masoneria este partenerul executiv pentru desfășurarea politicii evreiești”.
Domvile a declarat că a început să se gândească prima oară la o teorie iudeo-masonică din cauza lui Hitler. Domvile menționa atât Protocoale Înțelepților Sionului cât și Les Forces secrètes De La Révolution (Forțele secrete din spatele Revoluției) de Léon de Poncins. Domvile era conștient că Protocoale Înțelepților Sionului au fost denunțate ca false, dar considera acest lucru ca „nesemnificativ”.

## Rusia post-sovietică
Teoriile conspirației iudeo-masonice au fost reînviate de diferite forțe politice marginale din Rusia post-sovietică, unde sărăcia pe scară largă a creat un teren fertil pentru teoriile conspirației, combinate cu acuzațiile aduse evreilor privind sacrificarea copiilor și negarea Holocaustului. Aceste opinii au fost exprimate și de mai mulți scriitori antisemiți, în special de către Igor Shafarevich, Oleg Platonov, Vadim Kozhinov sau Grigori Klimov. Un sondaj de opinie din perioada anilor 1990 realizat în Moscova a demonstrat că 18% dintre locuitorii capitalei credeau că există o conspirație sionistă împotriva Rusiei.

## Legătura cu Grupul Bilderberg
Teoreticienii contemporani ai conspirației, care se axează pe grupul Bilderberg și o presupusă iminentă nouă ordine mondială, adesea se inspiră din concepte mai vechi găsite în teoria conspirației iudeo-masonice, frecvent învinovățind familia Rothschild sau pe „bancherii internaționali”. Datorită folosirii unor teme în mod tradițional considerate ca anti-semite, acești teoreticieni contemporani ai conspirației au tendința de a intra în conflict cu grupurile sensibile la terminologia antisemită, cum ar fi Liga Anti-defăimare.

## Conspirația iudeo-masonico-comunistă internațională
Conspirația iudeo-masonico-comunistă internațională, uneori denumită conspirația iudeo-masonico-marxistă internațională, este numele dat unei presupuse coaliții secrete dintre o parte a evreilor, masonerie și comunism; cu un scop necunoscut (sau pentru dominația asupra întregii lumi). Termenul a apărut prin adăugarea capacității revoluționare a comunismului la teoria conspirației iudeo-masonice din secolul al XIX-lea.

## Galerie de imagini

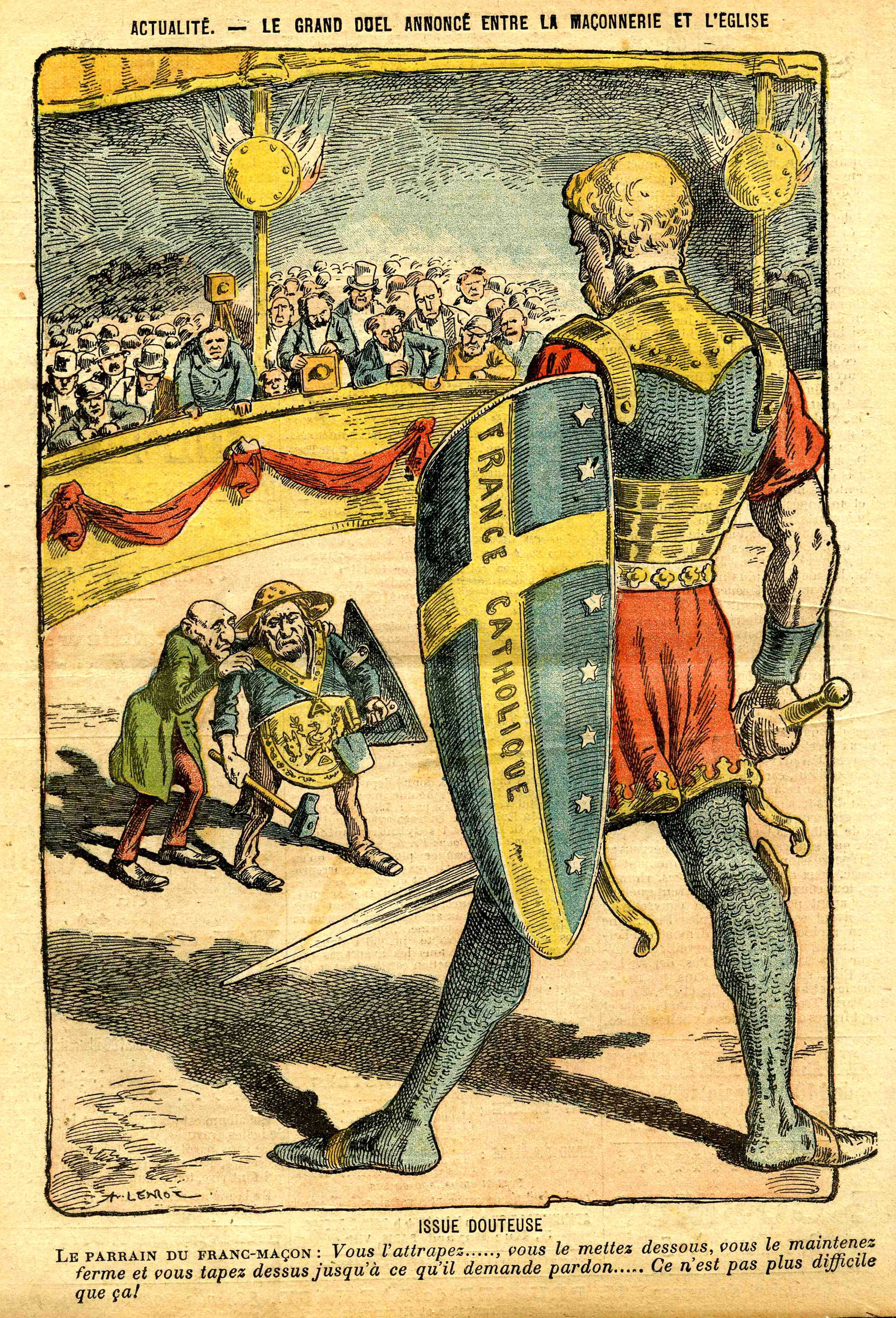
Franța catolică atacată de iudeo-masonerie, cu o influență a iudeilor asupra masonilor. Caricatură de Achille Lemot - 1902.
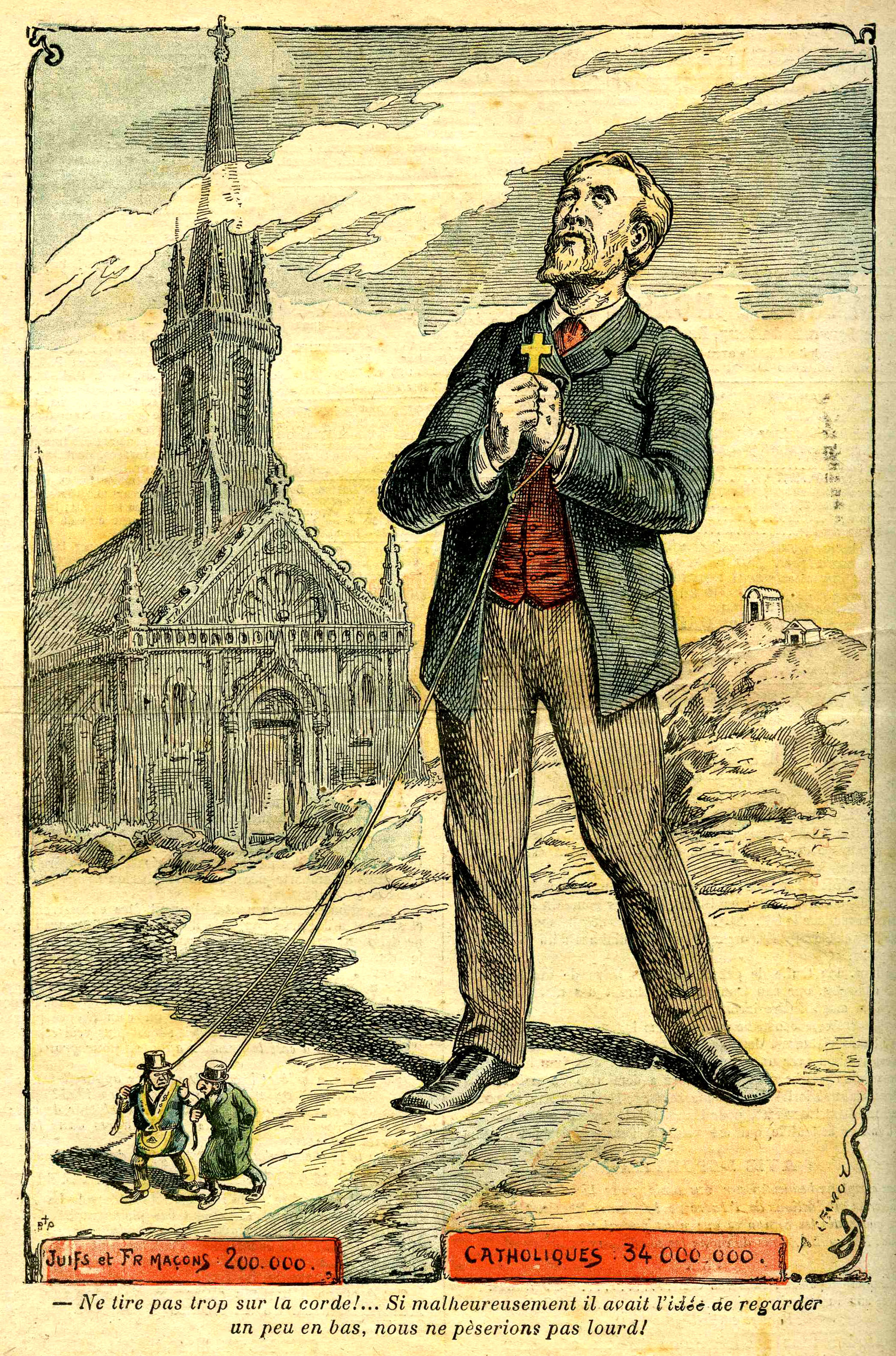
Franța catolică condusă de evrei și francmasoni. Caricatură de Achille Lemot - 1902.
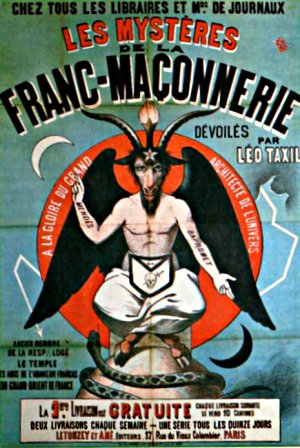
Propagandă anti-masonică - 	circa 1895
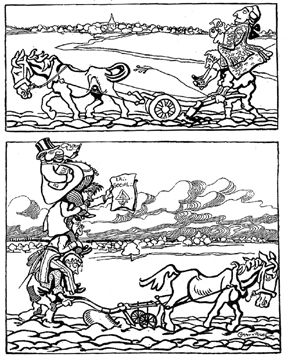
Revoluția franceză: înainte și după: Înainte țăranul francez era exploatat de nobilii francezi, după este exploatat de evrei și masoni. Caricatură de Caran d'Ache - 1898
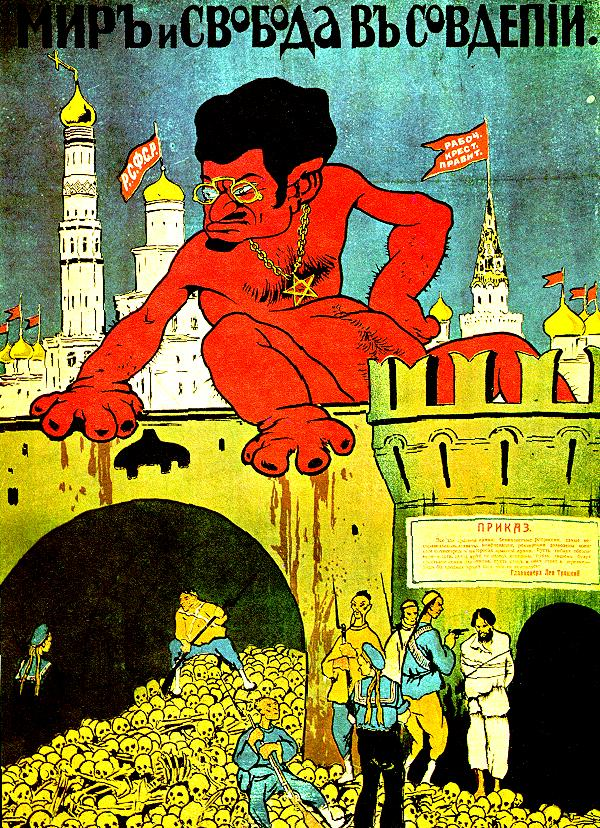
Afiș de propagandă al Armatei Albe înfățișându-l pe Lev Davidovici Troțki drept „Diavol” evreu.
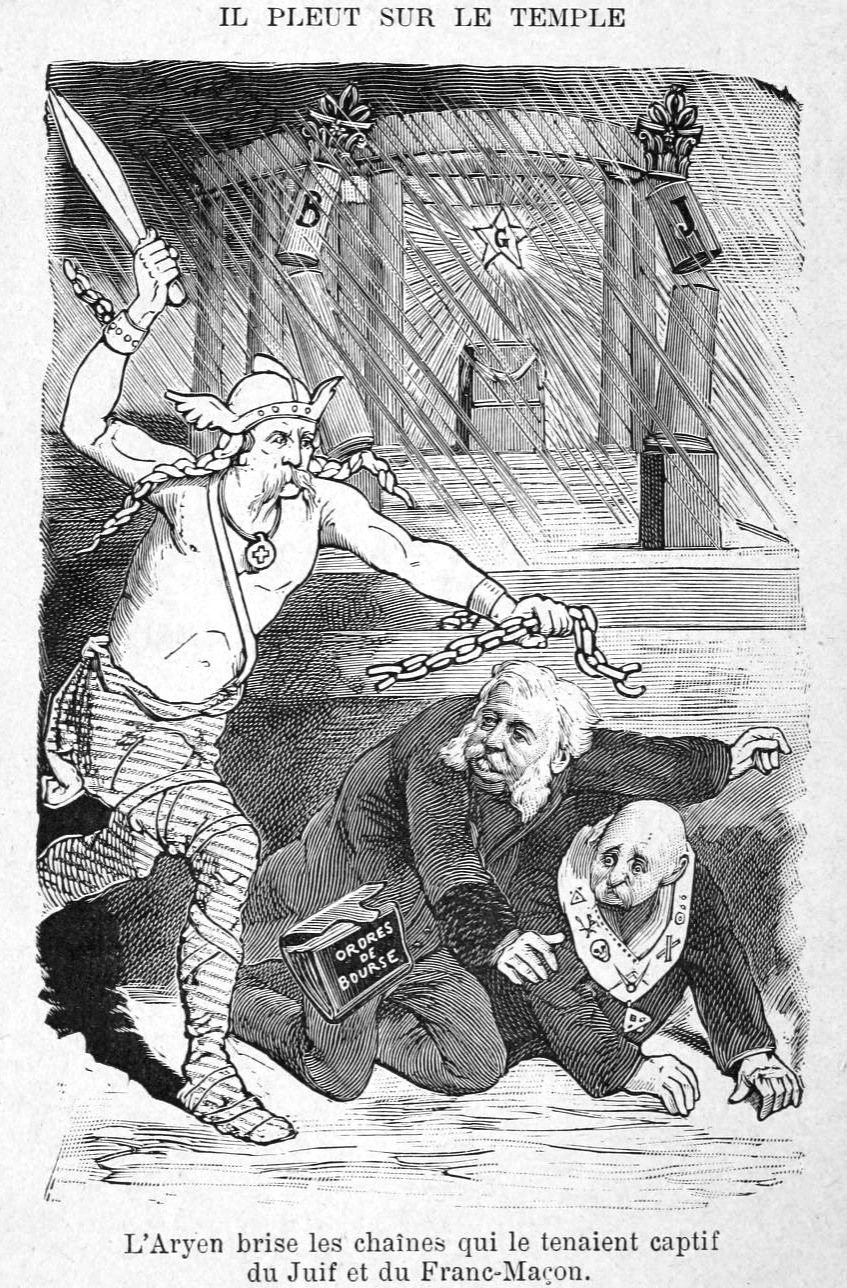
Propagandă anti-masonică (1897) de Augustin-Joseph Jacquet